# Капітан Алатрісте
«Капітан Алатрісте» (ісп. Alatriste) — іспанський пригодницький фільм 2006 року, знятий за мотивами серії романів Артуро Переса-Реверте. У головній ролі — Вігго Мортенсен.

## Сюжет
Іспанія, XVII століття. Капітан Дієго Алатрісте довгі роки віддано служить рідній країні. Хоробрий солдат воює у Фландрії. Але ось його кращий товариш Бальбоа потрапляє в пастку, спритно організовану ворогами. Друга Алатрісте важко ранять. На смертному одрі Бальбоа просить капітана подбати про свого сина Іньїго. Загартований у боях вояка не може відмовити в останньому проханні помираючому, він збирається і їде в Мадрид. Незважаючи на нові для себе обов'язки по опіці хлопчика, Алатрісте залишається вірним підданим іспанського короля, так що попереду у Дієго і його юного вихованця багато бойових битв і небезпечних пригод.

## У ролях
| Актор               | Роль                      |
| ------------------- | ------------------------- |
| Вігго Мортенсен     | капітан Дієго Алатрісте   |
| Хав'єр Камара       | граф-герцог Оліварес      |
| Елена Аная          | Анхеліка де Алькесар      |
| Унакс Угальде       | Іньїго Бальбоа            |
| Хуан Ечанове        | Франсіско де Кеведо       |
| Едуард Фернандес    | Себастьян Копонс          |
| Аріадна Хіль        | Марія де Кастро           |
| Енріко До Версо     | Гальтеріо Малатеста       |
| Бланка Портільйо    | падре Еміліо Боканегра    |
| Едуардо Нор'єга     | граф Гуадальмедіна        |
| Пако Тоус           | генерал Франсіско де Мело |
| Надя де Сантьяго    | Анхеліка в 14 років       |
| Пілар Лопес де Аяла | дружина Малатести         |
| Сімон Коен          | Філіп IV                  |
| Пілар Бардем        | черниця                   |

## Нагороди та номінації
Премія Гойя (2007)
- Найкраща продюсерська робота — Крістіна Сумаррага.
- Найкращий художник-постановник — Бенхамін Фернандес.
- Найкращі костюми — Франческа Сарторі.
- Номінація на найкращого кінооператора — Пако Феменіа.
- Номінація на найкращого режисера — Агустін Діас Янес.
- Номінація на найкращий фільм.
- Номінація на найкращого актора — Вігго Мортенсен.
- Номінація на найкращий сценарій — Агустін Діас Янес
- Номінація на найкращого актора другого плану — Хуан Ечанове.
- Номінація на найкращу акторку другого плану — Аріадна Хіль.
- Номінація на найкращу музику до фільму — Роке Баньйос.
- Номінація на найкращий монтаж — Хосе Сальседо.
- Номінація на найкращий звук — П'єр Гаме.
- Номінація на найкращий грим — Хосе Луїс Перес.
- Номінація на найкращі спецефекти — Реєс Абадес та Рафаель Солорсано.

Кінофестиваль в Картахені (2007)
- Премія Golden India Catalina за найкращу режисуру — Агустін Діас Янес.
- Номінація на премію Golden India Catalina за найкращий фільм.